# Kun (Berg)
Der Kun (auch Mt. Kun oder Kun Peak) ist ein 7077 m hoher Berg im Himalaya.

## Lage
Der Kun liegt im indischen Unionsterritorium Ladakh und bildet zusammen mit dem Nun das Nun-Kun-Massiv. Es sind die letzten Siebentausender am nordwestlichen Ende der Himalaya-Hauptkette.
Der Kun fällt nach Westen in einer steilen, teilweise senkrechten, 2000 m hohen Felswand ab. Der Nordwestsporn ist ein steiler zerklüfteter Felsgrat, der zum Parkachik-Gletscher (zuvor als „Ganri-Gletscher“ bekannt) hinunterzieht. Die Nordflanke leitet steil in das 3500 m tiefer liegende Suru-Tal und ist von mehreren Hängegletschern durchsetzt. Der Westgrat, über den der Normalweg zum Gipfel führt, ist eisbedeckt und verbindet den Kun mit dem Lingsarmo (vormals „Pinnacle Peak“). Die vereiste Südostflanke fällt, ebenso wie die felsige Südwand, zum „Snow Plateau“ ab. Der steile felsige Südwestsporn schließt den Kreis zur Westwand.

## Geschichte

### Besteigungsgeschichte
Die erste dokumentierte Erkundung des Gebietes erfolgte im Rahmen einer britischen Vermessungsexpedition im Jahre 1898 durch Major F. G. Lukas, C. G. Bruce und einer Gruppe von Gurkhas. Dabei erreichten sie den Ort Suru aus westlicher Richtung und stiegen von Tongul an der Westseite des Kun bis in eine Höhe von 5.000 m auf den Sentik-La.
Das Forscherpaar William Hunter Workman und Fanny Bullock Workman umrundete im Jahre 1906 gemeinsam mit Matthias Zurbriggen das Nun-Kun-Massiv in engem Umkreis und erstiegen dabei den 6930 m hohen Pinnacle Peak, den Nebengipfel des Kun, in der Meinung den höchsten Punkt zu besteigen.
Die Erstbesteigung glückte am 3. August 1913 dem Italiener Mario Piacenza über den Nordostgrat.
Erst 1971, 58 Jahre später, erfolgte die zweite Besteigung durch die indische Armee, bei der 17 Personen den Gipfel erreichten.
1977 standen der Schweizer Sylvain Saudan (nach der ersten Skibesteigung) und der Österreicher Robert Schauer auf dem Gipfel.
1979 die erste Besteigung des Kun im Westalpenstil (ohne einen Träger) durch Gabi Binder und Wolfgang Ott, sowie der gescheiterte Versuch einer japanischen Expedition die Westwand zu durchklettern.
1981 gelang beim zweiten Anlauf Kunihiko Nagoshi und Minoro Kondo die Durchsteigung der Westwand des Kun in 12 Tagen.
Der wieder aufflammende Grenzkonflikt zwischen Indien und Pakistan erforderte eine zeitweilige Sperre der damals einzigen Zufahrt in das Gebiet, der Straße von Srinagar über den Zoji La (Pass) nach Kargil. Der Beschuss der Straße durch pakistanische Freischärler verhinderte für Jahre den Zugang zum Nun-Kun-Massiv. Erst als der ursprünglich reine Militärflughafen in Leh für die Zivilluftfahrt freigegeben wurde, sowie der Ausbau des Manali-Leh-Highways als zweite Straßenverbindung zwischen Indien und Ladakh, ermöglichten wieder den Tourismus in der Region. Der Kun wurde nun zum Ziel kommerzieller Treckingveranstalter, was zur Unterschätzung der Gefährlichkeit des Berges führte und 1991 die ersten Todesopfer forderte. Bei einer italienischen Gruppe starb Michela Cisotti auf der Höhe 6.800 m und zwei einheimische Träger verloren ihr Leben unter einer Lawine.

## Differierende Höhenangaben

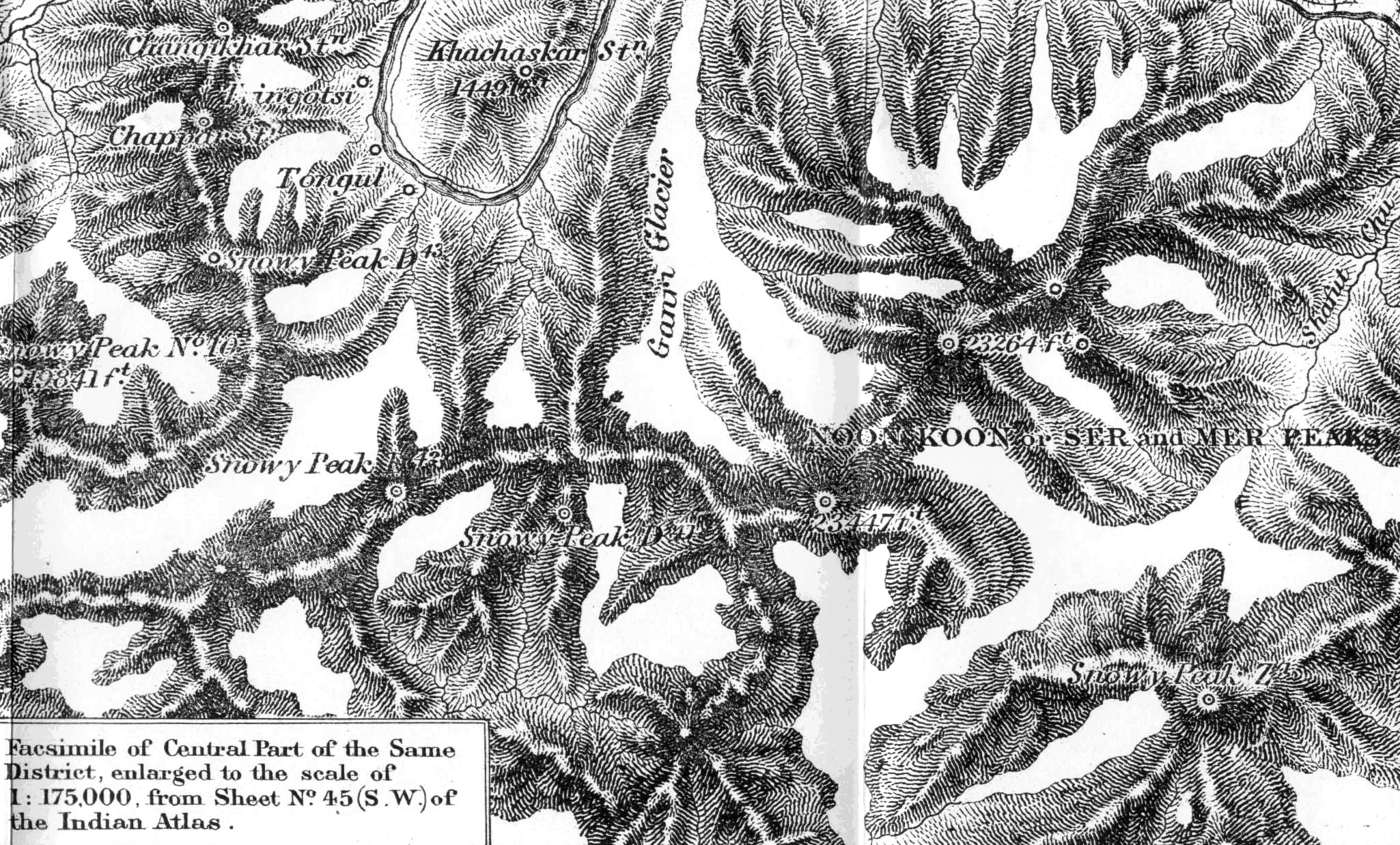
Ausschnitt aus dem Indian Atlas von 1881, Sheet No.45 SW

Die ältesten Höhenangaben sind dem, teilweise sehr ungenauen und fantasievoll gestalteten, Sheet No.45 SW des Indian Atlas aus dem Jahre 1881 zu entnehmen. Dort ist der Mer Peak (Koon) mit 23.264 ft, das wären 7091 m, kotiert.

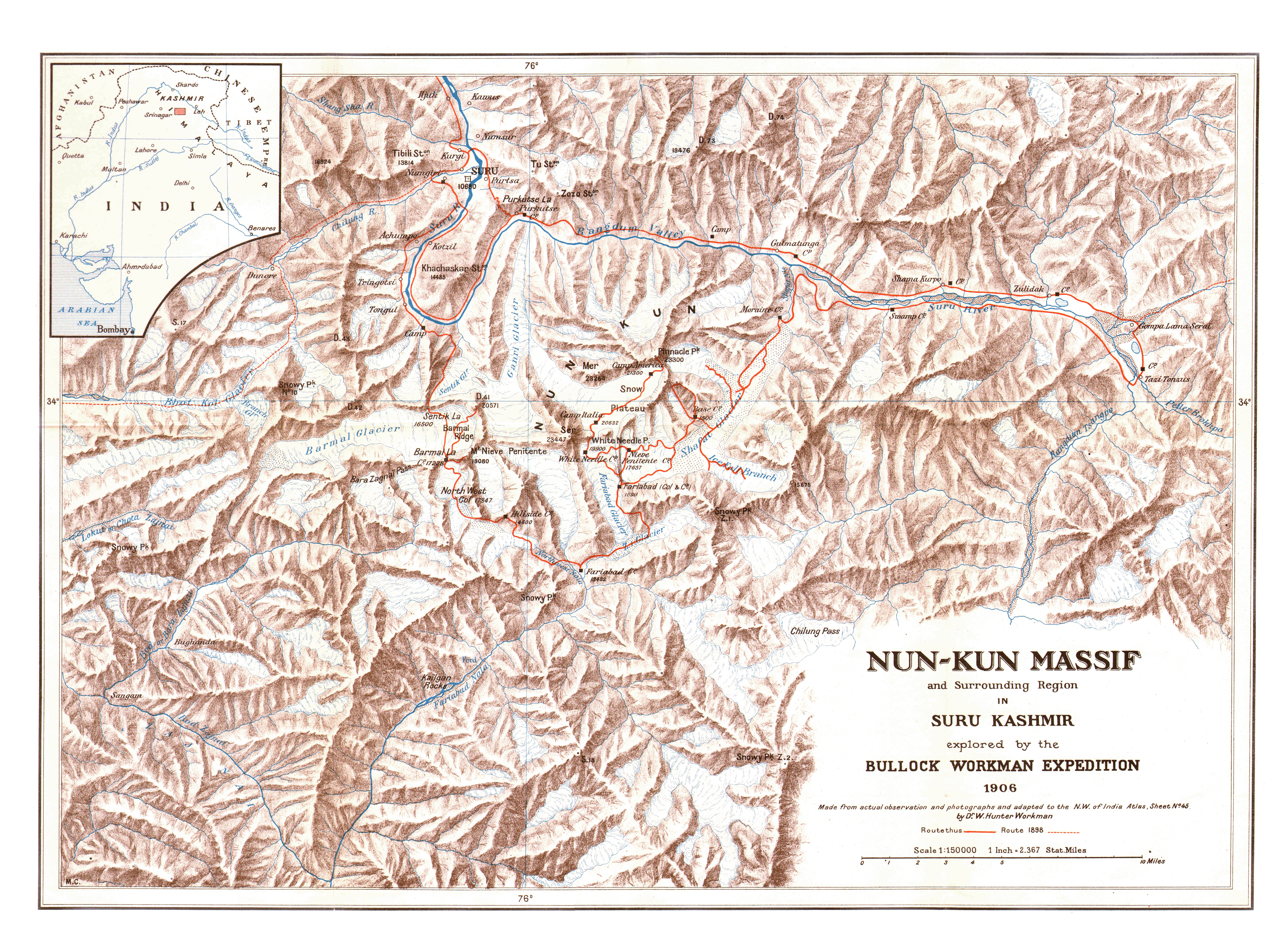
Workman-Karte von 1906

William Hunter Workman hat in seinen 1906 und 1908 erstellten Karten diese Höhenangaben übernommen, jedoch fälschlicherweise für den Pinnacle Peak 23.300 ft (7102 m) eingetragen. Dieser Irrtum dürfte darauf zurückzuführen sein, dass aus der Perspektive von Rangdum Gompa tatsächlich der Pinnacle Peak als der höchste Gipfel erscheint.
In britischen Karten aus der ersten Hälfte des 20. Jahrhunderts ist die Höhe des Kun mit 23250 ft, 7086 m angegeben.
Aktuelle Karten und neuere Literatur gehen von einer Höhe von 7077 m aus.

## Routen

### Normalweg
Der Normalweg führt von Osten auf das „Snow Plateau“ und von dort über den Nordostgrat zum Gipfel:
Ausgangspunkt ist die Brücke über den Suru-Fluss oberhalb von Galmatunga. Das Shafat Valley wird südwestwärts über Matten aufgestiegen, bei Beginn des Gletschers erfolgt ein Wechsel auf die linke Seitenmoräne, der Pinnacle Glacier wird gequert, und man erreicht den Scheitel der linken Seitenmoräne des Shafat Glacier (Basislager, 4465 m). Weiter in südlicher Richtung über Moränenhügel, Altschneefelder und schließlich den Fariabad-Gletscher an den Fuß der White Needle-Ostflanke (Hochlager 1, 5400 m). Weiter durch die Ostflanke mit 45° Steigung zum White Needle Pass und auf das Snow Plateau (Hochlager 2, 6180 m).
Als Variante kann vom Basislager auch direkt (50° Steigung) zum Snow Plateau aufgestiegen werden. Diese Route, die ein Hochlager weniger erfordert, wurde 1979 von Binder und Ott gewählt.
Das Snow Plateau nach Nordost queren, bis unter die Pinnaclescharte im Grat zwischen Kun und Pinnacle Peak (Hochlager 3, 6360 m). Durch die Flanke auf die Pinnaclescharte und über den Nordostgrat zum Gipfel.

### Westwand
Die Route durch die Westwand (Japanerroute) wurde erst einmal begangen:
Ausgangspunkt ist Parkachik. Das Basislager war auf dem Parkachik-Gletscher. Die genaue Routenführung ist unbekannt.